# Firecracker 250 1959
Firecracker 250 1959 var ett stockcarlopp ingående i Nascar Grand National Series (nuvarande Nascar Cup Series) som kördes 4 juli 1959 på den 2,5 mile (4,02336 km) långa ovalbanan Daytona International Speedway, i Daytona Beach i Florida. Totalt avverkades 250 miles (321,868 km) fördelat på 100 varv. Banunderlaget var asfalt. Loppet vanns av Fireball Roberts i en Pontiac på tiden 2:46.42 körande för Jim Stephens. Roberts snitthastighet var 140,581 mph. Prispotten uppgick till 26 360 dollar, varav 7 050 dollar gick till segraren.

## Resultat
| Plc     | Nr | Förare           | Team/ bilägare    | Konstruktör | Start | Varv | Ledda varv |
| ------- | -- | ---------------- | ----------------- | ----------- | ----- | ---- | ---------- |
| 1       | 3  | Fireball Roberts | Jim Stephens      | Pontiac     | 1     | 100  | 84         |
| 2       | 12 | Joe Weatherly    | Doc White         | Ford        | 12    | 100  | 8          |
| 3       | 22 | Johnny Allen     | W.J. Ridgeway     | Chevrolet   | 11    | 99   | 0          |
| 4       | 47 | Jack Smith       | Jack Smith        | Chevrolet   | 5     | 99   | 1          |
| 5       | 37 | Eduardo Dibos    | Van Acker         | Ford        | 3     | 98   | 0          |
| 6       | 73 | Bob Burdick      | Bob Burdick       | Ford        | 2     | 97   | 0          |
| 7       | 59 | Tom Pistone      | Carl Rupert       | Ford        | 13    | 96   | 7          |
| 8       | 6  | Cotton Owens     | W.H. Watson       | Ford        | 21    | 95   | 0          |
| 9       | 36 | Tommy Irwin      | Tommy Irwin       | Ford        | 14    | 95   | 0          |
| 10      | 7  | Jim Reed         | Jim Reed          | Chevrolet   | 7     | 95   | 0          |
| 11      | 41 | Speedy Thompson  | Doc White         | Ford        | 17    | 94   | 0          |
| 12      | 44 | Gene White       | i.u.              | Chevrolet   | 6     | 92   | 0          |
| 13      | 20 | Benny Rakestraw  | Spook Crawford    | Mercury     | 18    | 92   | 0          |
| 14      | 92 | George Alsobrook | Joe Jones         | Ford        | 16    | 92   | 0          |
| 15      | 13 | Tommy Thompson   | Tommy Thompson    | Chevrolet   | 29    | 90   | 0          |
| 16      | 83 | Shorty Rollins   | A.J. Blackwelder  | Ford        | 34    | 90   | 0          |
| 17      | 76 | Larry Frank      | Larry Frank       | Chevrolet   | 22    | 89   | 0          |
| 18      | 19 | Herman Beam      | Herman Beam       | Chevrolet   | 37    | 89   | 0          |
| 19      | 77 | Joe Lee Johnson  | Joe Lee Johnson   | Chevrolet   | 20    | 88   | 0          |
| 20      | 14 | Ken Rush         | Manley Britt      | Ford        | 24    | 88   | 0          |
| 21      | 71 | Dick Joslin      | Dick Joslin       | Dodge       | 31    | 87   | 0          |
| 22      | 99 | Wilbur Rakestraw | Talmadge Cochrane | Mercury     | 10    | 87   | 0          |
| 23      | 4  | Rex White        | Rex White         | Chevrolet   | 23    | 86   | 0          |
| 24      | 86 | Larry Flynn      | Larry Flynn       | Ford        | 33    | 85   | 0          |
| 25      | 89 | Roy Tyner        | Roy Tyner         | Chevrolet   | 32    | 84   | 0          |
| 26      | 43 | Richard Petty    | Petty Enterprises | Plymouth    | 4     | 78   | 0          |
| 27      | 49 | Bob Welborn      | Bob Welborn       | Chevrolet   | 27    | 77   | 0          |
| 28      | 32 | George Green     | Jess Potter       | Chevrolet   | 26    | 73   | 0          |
| 29      | 16 | Charlie Cregar   | Happy Steigel     | Pontiac     | 15    | 70   | 0          |
| 30      | 60 | John Paschall    | i.u.              | Ford        | 9     | 67   | 0          |
| 31      | 66 | Dick Foley       | Dick Foley        | Chevrolet   | 35    | 60   | 0          |
| 32      | 97 | Jim Austin       | Jim Austin        | Ford        | 36    | 33   | 0          |
| 33      | 42 | Lee Petty        | Petty Enterprises | Plymouth    | 19    | 27   | 0          |
| 34      | 34 | G.C. Spencer     | GC Spencer Racing | Chevrolet   | 30    | 16   | 0          |
| 35      | 87 | Buck Baker       | Buck Baker Racing | Chevrolet   | 25    | 12   | 0          |
| 36      | 10 | Elmo Langley     | Ratus Walters     | Buick       | 8     | 11   | 0          |
| 37      | 82 | Joe Eubanks      | Don Every         | Pontiac     | 28    | 2    | 0          |
| Källor: |    |                  |                   |             |       |      |            |